# Orkaanwaarschuwing

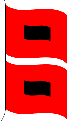
Maritieme vlaggen, die aanduiden, dat een orkaanwaarschuwing of tropische-stormwaarschuwing van kracht is.

Een orkaanwaarschuwing wordt uitgegeven, indien wordt verwacht dat het betreffende kustgebied, waarvoor de waarschuwing geldt binnen één etmaal wordt getroffen door met een tropische cycloon gepaard gaande, doorstaande (1 minuut) winden van 118 km/uur, 64 knopen of meer (windkracht 12). Een orkaanwaarschuwing kan van kracht blijven als de tropische cycloon in het betreffende gebied nog een stormvloed en hoge golven, passend bij orkaanstatus veroorzaakt, maar de winden reeds onder de orkaandrempel zijn gezakt. Er zijn maritieme vlaggen, die de betekenis van een orkaanwaarschuwing hebben: twee rechthoekige, rode vlaggen met zwarte rechthoeken in het midden.